# Torre de Aliabad
La Torre Aliabad o Torre Alí Abad  (en persa: برج علی‌آباد‎) es una torre de la tumba histórica del siglo XIV cerca de la ciudad de Bardaskan en la provincia iraní de Jorasán Razavi. La altura de la torre se da como 18 metros, la circunferencia exterior de 42 metros, y la fachada en forma de cono se compone de ladrillo. El diseño es una reminiscencia de las Torres del silencio, del zoroastrismo. La torre fue agregada a la Lista de Monumentos Nacionales de Irán.